# رامش سیپی
رامش سیپی 
(به سندی: रमेश सिप्पी،  رمیش سپی) (زادهٔ ۲۳ ژانویهٔ ۱۹۴۷) یک کارگردان، و تهیه‌کننده اهل هند است. مهمترین فیلم او، شعله می‌باشد.

## فیلم‌شناسی

### کارگردان
- فساد اداری (۱۹۸۹)
- قانون (۱۹۸۲)
- عظمت (۱۹۸۰)
- شعله (۱۹۷۵)